# Montluçon (quận)
Quận Montluçon là một quận của Pháp, nằm ở tỉnh Allier, ở vùng Auvergne-Rhône-Alpes. Quận này có 12 tổng và 106 xã.

## Các đơn vị hành chính

### Các tổng
Các tổng của quận Montluçon là: 
1. Cérilly
2. Commentry
3. Domérat-Montluçon-Nord-Ouest
4. Ébreuil
5. Hérisson
6. Huriel
7. Marcillat-en-Combraille
8. Montluçon-Est
9. Montluçon-Nord-Est
10. Montluçon-Ouest
11. Montluçon-Sud
12. Montmarault

### Các xã
Các xã của quận Montluçon, và mã INSEE là: 
| 1. Ainay-le-Château (03003)      | 2. Archignat (03005)                  | 3. Arpheuilles-Saint-Priest (03007) | 4. Audes (03010)                  |
| 5. Beaune-d'Allier (03020)       | 6. Bellenaves (03022)                 | 7. Bizeneuille (03031)              | 8. Blomard (03032)                |
| 9. Braize (03037)                | 10. Bézenet (03027)                   | 11. Chamblet (03052)                | 12. Chambérat (03051)             |
| 13. Chappes (03058)              | 14. Chavenon (03070)                  | 15. Chazemais (03072)               | 16. Chirat-l'Église (03077)       |
| 17. Chouvigny (03078)            | 18. Colombier (03081)                 | 19. Commentry (03082)               | 20. Cosne-d'Allier (03084)        |
| 21. Courçais (03088)             | 22. Coutansouze (03089)               | 23. Cérilly (03048)                 | 24. Deneuille-les-Mines (03097)   |
| 25. Domérat (03101)              | 26. Doyet (03104)                     | 27. Durdat-Larequille (03106)       | 28. Désertines (03098)            |
| 29. Estivareilles (03111)        | 30. Givarlais (03123)                 | 31. Huriel (03128)                  | 32. Hyds (03129)                  |
| 33. Hérisson (03127)             | 34. Isle-et-Bardais (03130)           | 35. La Celle (03047)                | 36. La Chapelaude (03055)         |
| 37. La Petite-Marche (03206)     | 38. Lalizolle (03135)                 | 39. Lamaids (03136)                 | 40. Lavault-Sainte-Anne (03140)   |
| 41. Le Brethon (03041)           | 42. Le Vilhain (03313)                | 43. Lignerolles (03145)             | 44. Louroux-Bourbonnais (03150)   |
| 45. Louroux-Hodement (03153)     | 46. Louroux-de-Beaune (03151)         | 47. Louroux-de-Bouble (03152)       | 48. Lételon (03143)               |
| 49. Maillet (03158)              | 50. Malicorne (03159)                 | 51. Marcillat-en-Combraille (03161) | 52. Mazirat (03167)               |
| 53. Meaulne (03168)              | 54. Mesples (03172)                   | 55. Montluçon (03185)               | 56. Montmarault (03186)           |
| 57. Montvicq (03189)             | 58. Murat (03191)                     | 59. Nades (03192)                   | 60. Nassigny (03193)              |
| 61. Naves (03194)                | 62. Néris-les-Bains (03195)           | 63. Prémilhat (03211)               | 64. Quinssaines (03212)           |
| 65. Reugny (03213)               | 66. Ronnet (03216)                    | 67. Saint-Angel (03217)             | 68. Saint-Bonnet-Tronçais (03221) |
| 69. Saint-Bonnet-de-Four (03219) | 70. Saint-Caprais (03222)             | 71. Saint-Désiré (03225)            | 72. Saint-Fargeol (03231)         |
| 73. Saint-Genest (03233)         | 74. Saint-Marcel-en-Marcillat (03244) | 75. Saint-Marcel-en-Murat (03243)   | 76. Saint-Martinien (03246)       |
| 77. Saint-Palais (03249)         | 78. Saint-Priest-en-Murat (03256)     | 79. Saint-Sauvier (03259)           | 80. Saint-Victor (03262)          |
| 81. Saint-Éloy-d'Allier (03228)  | 82. Sainte-Thérence (03261)           | 83. Sauvagny (03269)                | 84. Sazeret (03270)               |
| 85. Sussat (03276)               | 86. Teillet-Argenty (03279)           | 87. Terjat (03280)                  | 88. Theneuille (03282)            |
| 89. Tortezais (03285)            | 90. Treignat (03288)                  | 91. Urçay (03293)                   | 92. Valignat (03295)              |
| 93. Valigny (03296)              | 94. Vallon-en-Sully (03297)           | 95. Vaux (03301)                    | 96. Veauce (03302)                |
| 97. Venas (03303)                | 98. Verneix (03305)                   | 99. Vernusse (03308)                | 100. Vicq (03311)                 |
| 101. Villebret (03314)           | 102. Villefranche-d'Allier (03315)    | 103. Viplaix (03317)                | 104. Vitray (03318)               |
| 105. Ébreuil (03107)             | 106. Échassières (03108)              |                                     |                                   |